# Álvaro de Luna

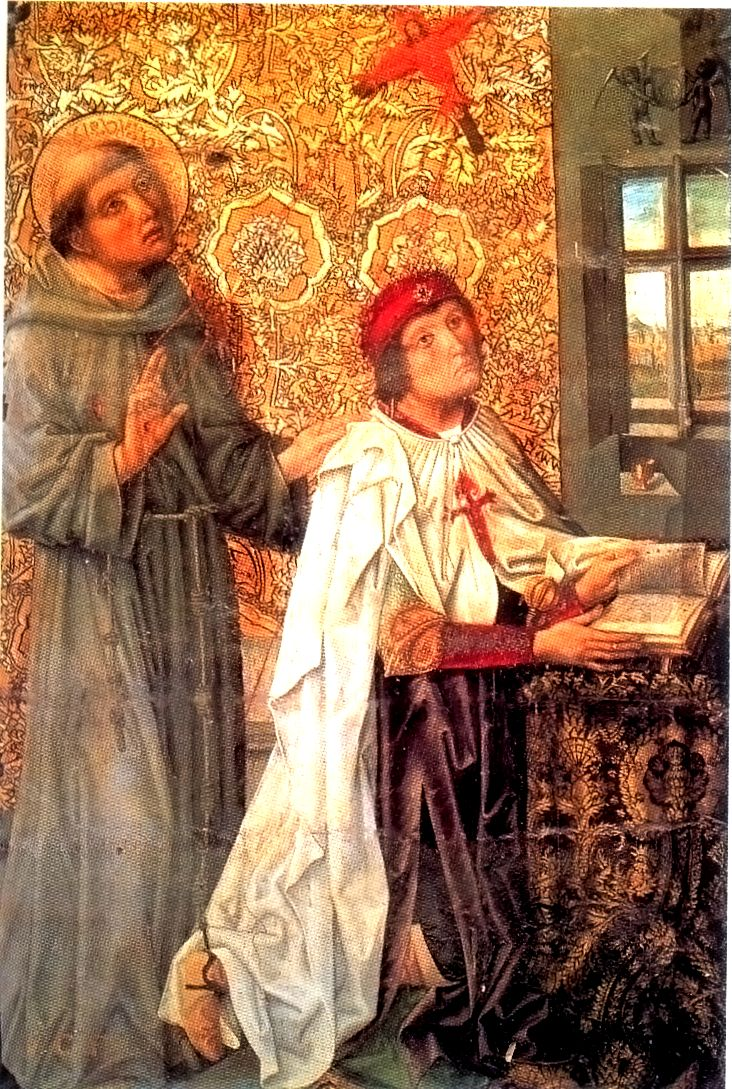
Álvaro de Luna, afbeelding uit ca. 1430

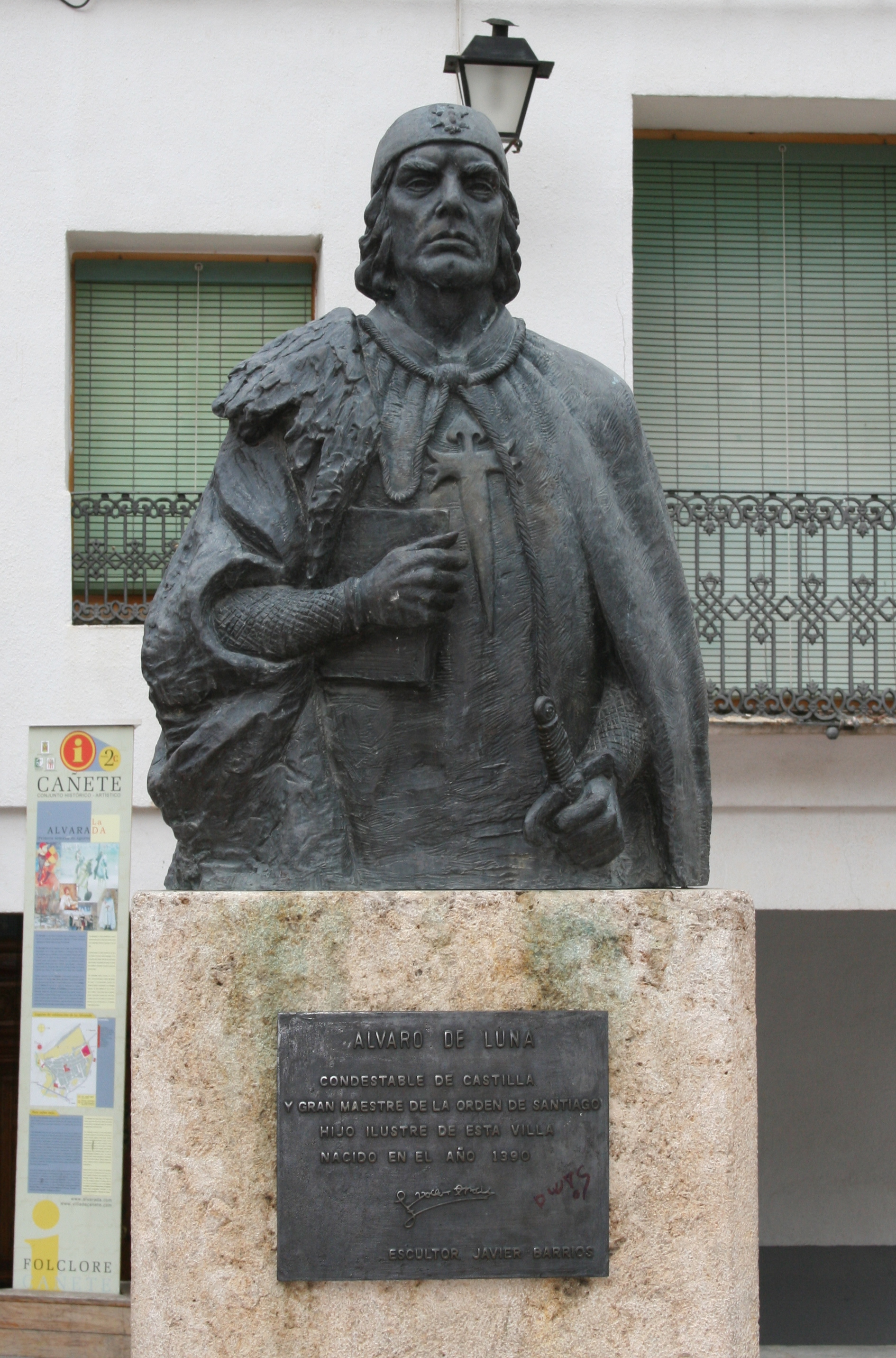
Standbeeld van Álvaro de Luna in Cañete

Álvaro de Luna y Jarana (Cañete, ca. 1388 – Valladolid, 2 juni 1453) was een Spaanse edelman die in de 15e eeuw een belangrijke rol speelde aan het hof van Castilië.

## Afkomst
Álvaro de Luna was de zoon van de edelman Álvaro Martínez de Luna, een page van koning Hendrik III van Castilië en María Fernández de Jarana. Hij groeide op in de vesting bij Cañete, samen met de zoon van de burgemeester, Juan de Cerezuela. Op zijn 14e jaar trad hij in dienst bij zijn oom Pedro de Luna, toen bisschop van Toledo, later  Paus Benedictus XIII.

## Loopbaan
Álvaro werd door zijn oom in 1408 aan het hof geïntroduceerd. Sinds de dood van Hendrik III werd Castilië geregeerd door diens broer Ferdinand samen met de vrouw van Hendrik III, Catharina van Lancaster. Álvaro de Luna wist al snel veel invloed te krijgen op Johan II van Castilië, in 1410 nog slechts vijf jaar oud. Toen Ferdinand in 1412 koning van Aragon werd, en zijn aandacht meer op dat gebied richtte wist Álvaro zich nog meer op te werken. UIteindelijk werd hij de belangrijkste raadgever van de jonge koning. Álvaro kon uitstekend jagen, vechten en paardrijden, en bovendien nog goed kon dichten ook. 
In 1416 stierf Ferdinand I van Aragón, en zijn zonen, de prinsen van Aragón, erfden veel land in Castilië. Deze prinsen werden een regelrechte bedreiging voor de macht van Álvaro de Luna.
In 1420 trouwde Álvaro met Elvira de Portocarrero. In 1422 werd hij benoemd tot Condestable van Castilië, waarmee hij opperbevelhebber van het leger werd. 
Door de edelen aan het Castiliaanse hof werd volop geïntrigeerd. Door een samenzwering van een groep edelen werd Álvaro de Luna in 1427 uit de hofraad gezet en weggestuurd, maar hij mocht het jaar daarop weer terugkeren. In 1431 deed hij zijn best een expeditie gericht tegen de Moren samen te stellen. Deze hielden nog steeds Granada bezet. Er werden enkele successen geboekt in de Slag om Higueruela, maar uiteindelijk mislukte de expeditie. 
Nadat zijn eerste vrouw was overleden hertrouwde Álvaro de Luna op 27 januari 1431 met Juana Pimentel.
In 1445 ontstond er een nieuwe samenzwering tegen Álvaro de Luna, door een groep edelen die steun kregen van de Prinsen van Aragon. Deze brachten een leger samen, dat verslagen werd in de Eerste Slag bij Olmedo. Na de overwinning werd Álvaro de Luna benoemd tot grootmeester in de Orde van Sint-Jacob van het Zwaard. De koning hertrouwde in 1447 met Isabella van Portugal. De nieuwe koningin maakte al snel korte metten met de invloedrijke adel aan het hof. Álvaro werd gearresteerd en ter dood veroordeeld, waarna zijn onthoofding plaatsvond op 2 juni 1453. 
Zijn resten werden aanvankelijk in een gemeenschappelijk graf voor misdadigers geworpen. Later wist zijn familie een rehabilitatie te bewerkstelligen, waarna een graf in de Kathedraal van Toledo werd ingericht.

## Nageslacht
Uit zijn huwelijk met Juana Pimentel werden twee kinderen geboren:
- Juan de Luna y Pimentel, 2e graaf van San Esteban de Gormaz; later getrouwd met Leonor de Zúñiga y Lara, dochter van de hertog van Béjar.
- María de Luna y Pimentel